# Trapania rudmani
Trapania rudmani is een slakkensoort uit de familie van de Goniodorididae. De wetenschappelijke naam van de soort is voor het eerst geldig gepubliceerd in 1981 door M. C. Miller.